# 満ち汐のロマンス
『満ち汐のロマンス』（みちしおのロマンス）は、EGO-WRAPPIN'の2枚目のオリジナル・アルバム。2001年5月30日にポリドールより発売。一時廃盤となっていたが、2008年10月16日にトイズファクトリーより再発された。

## 概要
EGO-WRAPPIN'のメジャーとしては初のアルバム。

## 収録曲
| 全作詞: 中納良恵、全編曲: EGO-WRAPPIN'。 |                         |          |                  |      |
| #                                        | タイトル                | 作詞     | 作曲             | 時間 |
| 1.                                       | 「かつて...。」         | 中納良恵 | 中納良恵、森雅樹 | 5:55 |
| 2.                                       | 「Room #1102」          | 中納良恵 | 中納良恵、森雅樹 | 6:09 |
| 3.                                       | 「サイコアナルシス」    | 中納良恵 | 中納良恵、森雅樹 | 3:37 |
| 4.                                       | 「Crazy Fruits」        | 中納良恵 | 中納良恵、森雅樹 | 5:06 |
| 5.                                       | 「Calling me」          | 中納良恵 | 中納良恵、森雅樹 | 7:32 |
| 6.                                       | 「満ち汐のロマンス」    | 中納良恵 | 中納良恵、森雅樹 | 4:00 |
| 7.                                       | 「KIND OF YOU」         | 中納良恵 | 中納良恵、森雅樹 | 8:31 |
| 8.                                       | 「Wherever You May Be」 | 中納良恵 | 松井仁           | 5:47 |
| 9.                                       | 「PARANOIA」            | 中納良恵 | 中納良恵、森雅樹 | 4:41 |